# Трюгви Олафсон
Трюгви Олафсон (на старонорвежки: Tryggvi Óláfsson; на норвежки: Tryggve Olavsson), (неизвестна година на раждане – починал през 963 г.), е конунг на Викен в Норвегия.
Трюгви Олафсон е внук на първия норвежки крал Харал Прекраснокосия чрез неговия син Олаф Харалдсон Гейрстадалф. Според скандинавските саги Трюгви извършва походи в Ирландия и Шотландия. През 946 г. крал Хокон I Добрия заминава на север и оставя Трюгви Олафсон да защитава Викен.
През 961 г. в битката при Фитяр срещу синовете на Ейрик Кървавата брадва Хокон Добрия е смъртоносно ранен и умира и тъй като не оставя наследник, на трона се възкачва третият син на Ейрик Кървавата брадва Харалд II Сивия плащ. В стремежа си да разчисти пътя си към управлението Харалд Сивия плащ се разправя с възможните си опоненти и една от неговите жертви става Трюгви Олафсон. Скоро след убийството му (ок.963 г.) неговата жена Астрид ражда сина му Олаф I Трюгвасон и се налага да бяга от преследванията чак в Швеция, а после и в Киевска Рус, за да опази живота на сина си.
От брака си с Астрид, Трюгви Олафсон има и по-голяма дъщеря Ингеборг Трюгвасдотер, която се омъжва за шведския ярл Рангвалд Улфсон и по-късно двамата ѝ сина са на служба в Новгород, Киевска Рус.
Впрочем относно сина на Трюгви – Олаф I Трюгвасон съществува и версия, според която той е роден още докато баща му е жив и в потвърждение на това говори фактът, че Олаф получава името на дядо си Олаф Харалдсон Гейрстадалф, а не името на баща си какъвто бил обичаят, когато се ражда дете на починал баща.